# Gare de Miribel
Gare de Miribel vasútállomás Franciaországban, Miribel településen.

## Vasútvonalak
Az állomást az alábbi vasútvonalak érintik:
- Lyon–Genf-vasútvonal

## Kapcsolódó állomások
A vasútállomáshoz az alábbi állomások vannak a legközelebb:
- Gare de Saint-Maurice-de-Beynost (Bahnhof Genève-Cornavin)
- Gare de Neyron (Lyon-Perrache pályaudvar)
- Gare de Crépieux-la-Pape